# Kilombero (Distrikt)
Kilombero ist ein früherer Distrikt der Region Morogoro in Tansania. Er grenzte im Nordwesten an die Region Iringa, im Norden an die Distrikte Kilosa und Morogoro, im Osten an die Region Lindi, im Südosten an den Distrikt Ulanga, im Süden an den Distrikt Malinyi und im Westen an die Region Njombe. Er wurde durch den Distrikt Ifakara (TC) zweigeteilt. Vor der Volkszählung 2022 wurde der westliche Teil zum neuen Distrikt Mlimba, der östliche Teil wurde dem Distrikt Ifakara (TC) zugeschlagen.

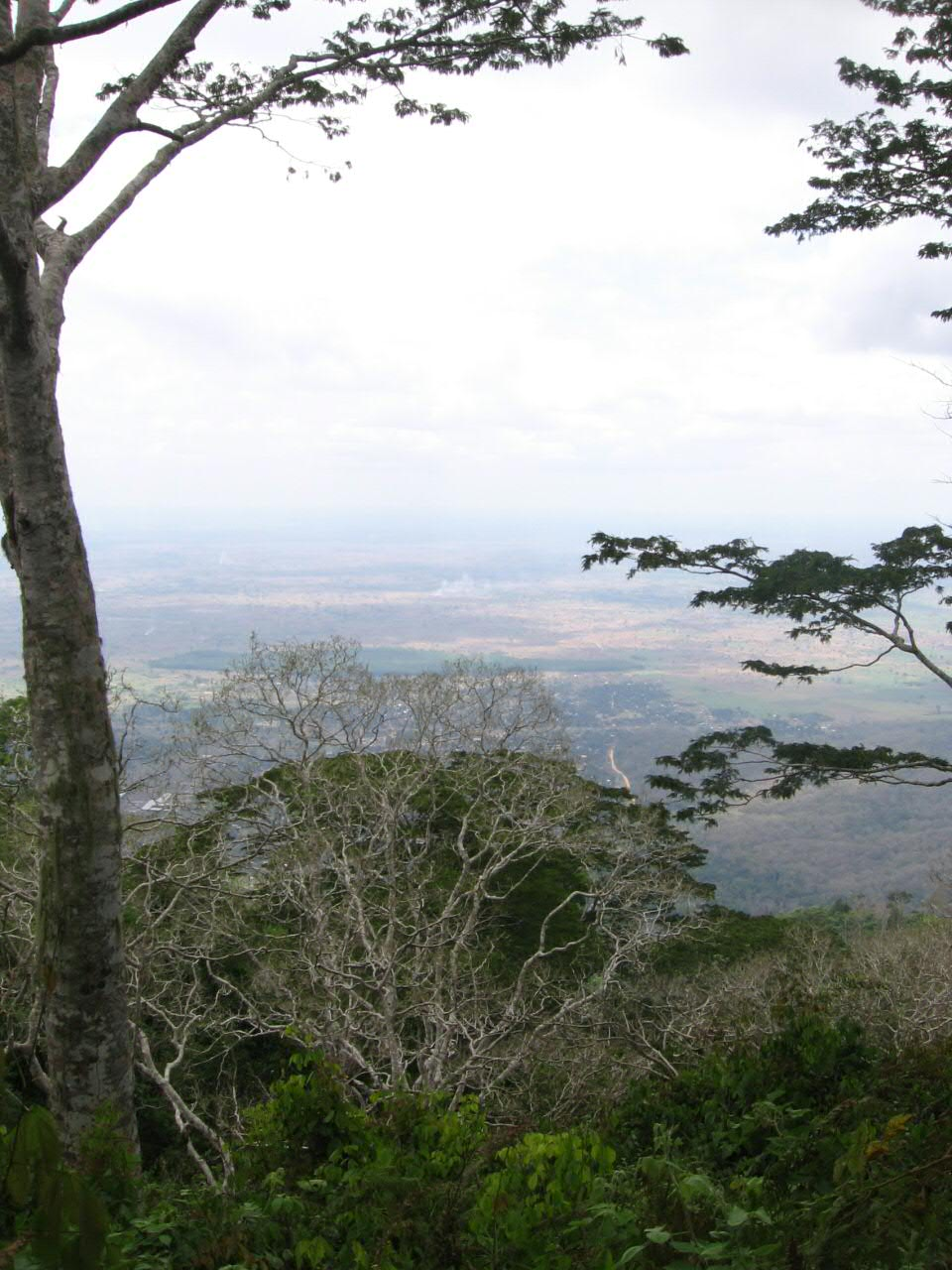
Blick auf das Tal des Flusses Kilombero

## Geographie
Der Distrikt hatte eine Fläche von 11.025 Quadratkilometer und 407.880 Einwohner (Stand 2012). Im Südosten wurde er durch den Fluss Kilombero begrenzt und im Nordwesten durch die Udzungwa-Berge, die Höhen bis 1700 Meter über dem Meer erreichen. Das Tal des Kilombero und das Becken des Rufiji bildeten den größten Teil des Landes.
Das Klima in Kilombero ist tropisch, nach der effektiven Klimaklassifikation ein tropisches Monsunklima mit der Bezeichnung Am. Im Jahr fallen durchschnittlich 1200 bis 1400 Millimeter Regen, in manchen Landesteilen auch darüber. Die Niederschläge fallen, abgesehen von einer kurzen niederschlagsarmen Zeit von Juli bis September, im ganzen Jahr. Der Höhepunkt der Regenzeit liegt in den Monaten April und Mai.

## Geschichte
Kilombero wurde im Jahr 1984 als Distrikt begründet. Im Jahr 2015 wurde der Distrikt Ifakara (TC) abgespalten.

## Verwaltungsgliederung
Der Distrikt war in 35 Bezirke (Wards) gegliedert:
- Chisano
- Chita
- Idete
- Ifakara
- Kibaoni
- Mang'ula B
- Katindiuka
- Namwawala
- Kiberege
- Kidatu
- Kisawasawa
- Lumemo
- Mang'ula
- Mwaya
- Mlabani
- Mngeta
- Masagati
- Mbingu
- Mchombe
- Mkula
- Signal
- Viwanja sitini
- Igima
- Mofu
- Sanje
- Uchindile
- Utengule
- Msolwa Station
- Michenga
- Lipangalala
- Mbasa
- Ching'anda
- Kalengakelo
- Kamwene

| Kilombero wurde vorwiegend von bantustämmigen Ndamba, Mbunga und Ngindo bewohnt. Im Jahr 1988 hatte der Distrikt 187.593 Einwohner. Die Zunahme auf 407.880 Einwohner im Jahr 2012 entsprach einem Anstieg von 71 Prozent. Von den Personen ab fünf Jahren sprachen 68 Prozent Swahili, zehn Prozent Englisch und Swahili, 22 Prozent waren Analphabeten (Stand 2012). | Hier fehlt eine Grafik, die leider im Moment aus technischen Gründen nicht angezeigt werden kann. Wir arbeiten daran! |

- Bildung: Die Alphabetisierungsrate nahm von 75 Prozent im Jahr 2002 auf 83 Prozent im Jahr 2012 zu.[12] Im Jahr 2012 besuchten dreißig Prozent der Bevölkerung aktuell eine Schule, acht Prozent hatten die Schule abgebrochen, 44 Prozent eine abgeschlossene Schulbildung und achtzehn Prozent hatten nie eine Schule besucht.[13]
- Gesundheit: Obwohl die Kindersterblichkeit sinkt, ist sie mit 123 Todesfällen je 10.000 Geburten noch immer hoch (Stand 2012).[14]
- Wasser: Im Jahr 2012 hatten 63 Prozent der Bevölkerung Zugang zu sicherem und gereinigtem Wasser.[14]

| Für das Kochen verwendeten fast ein Drittel der Haushalte Holzkohle und zwei Drittel Holz, weniger als zwei Prozent kochten mit elektrischer Energie. 65 Prozent besaßen ein Radio, zehn Prozent ein Fernsehgerät, 61 Prozent ein Fahrrad und ein Prozent ein Auto (Stand 2012). - Landwirtschaft: Rund achtzig Prozent der Bevölkerung leben von der Landwirtschaft. Für den Eigenverbrauch werden hauptsächlich Reis, Mais, Erbsen und Bananen angebaut, für den Verkauf sind Zuckerrohr, Sesam, Sonnenblumen und Kakao bestimmt. Fast die Hälfte der Landwirte hielt Nutztiere, am häufigsten Geflügel und Rinder. - Eisenbahn: Die von Tanzania-Zambia Railway betriebene Bahnlinie von Daressalam über Mbeya in das Nachbarland Sambia hat einen Bahnhof in der Distrikthauptstadt Ifakara. - Straße: Ifakar ist über die Nationalstraße T18 mit Mikumi verbunden, wo die Nationalstraße T1 von Daressalam nach Sambia verläuft. | Hier fehlt eine Grafik, die leider im Moment aus technischen Gründen nicht angezeigt werden kann. Wir arbeiten daran! |

## Wirtschaft und Infrastruktur

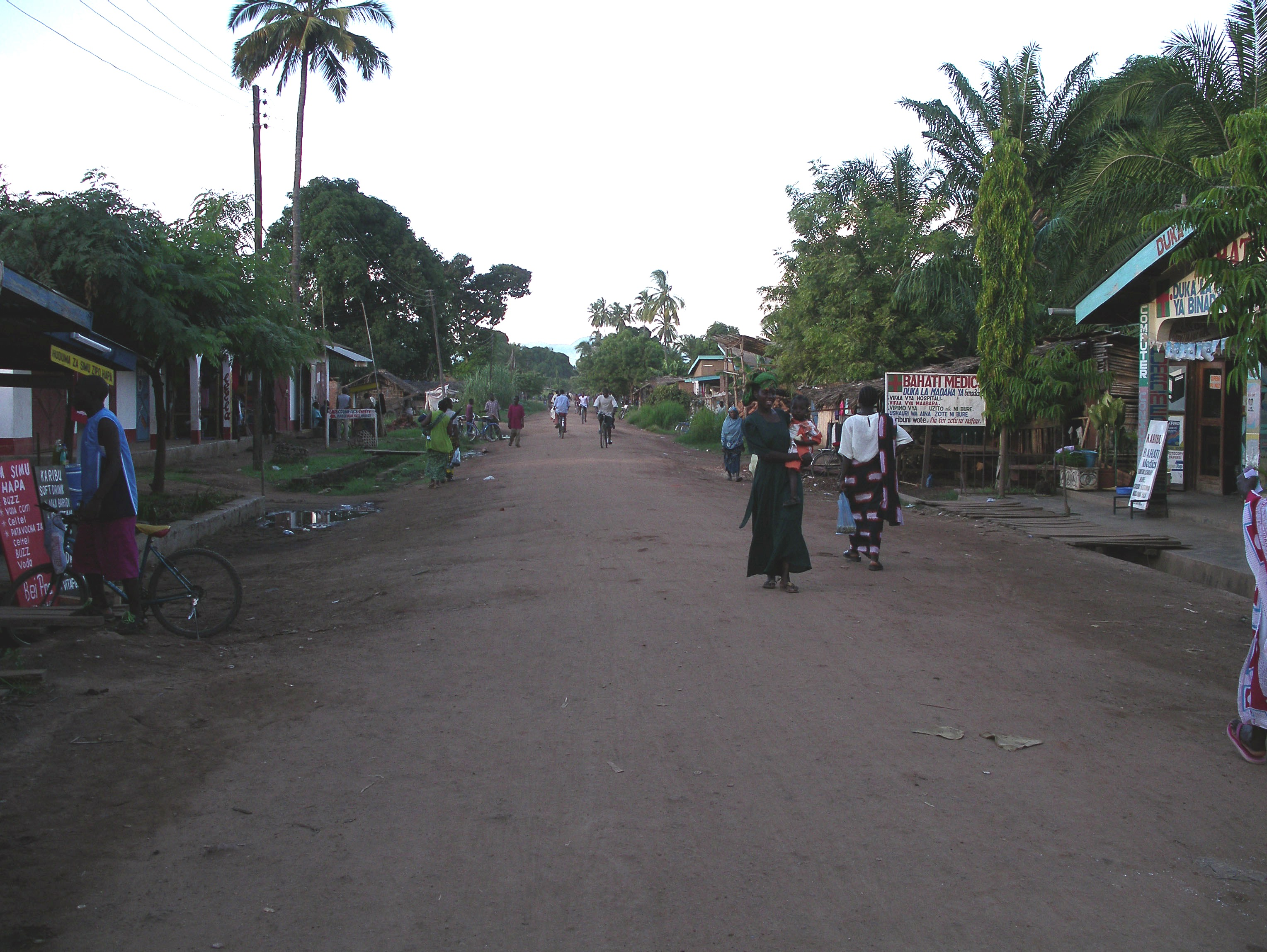
Nebenstraße in Ifakara

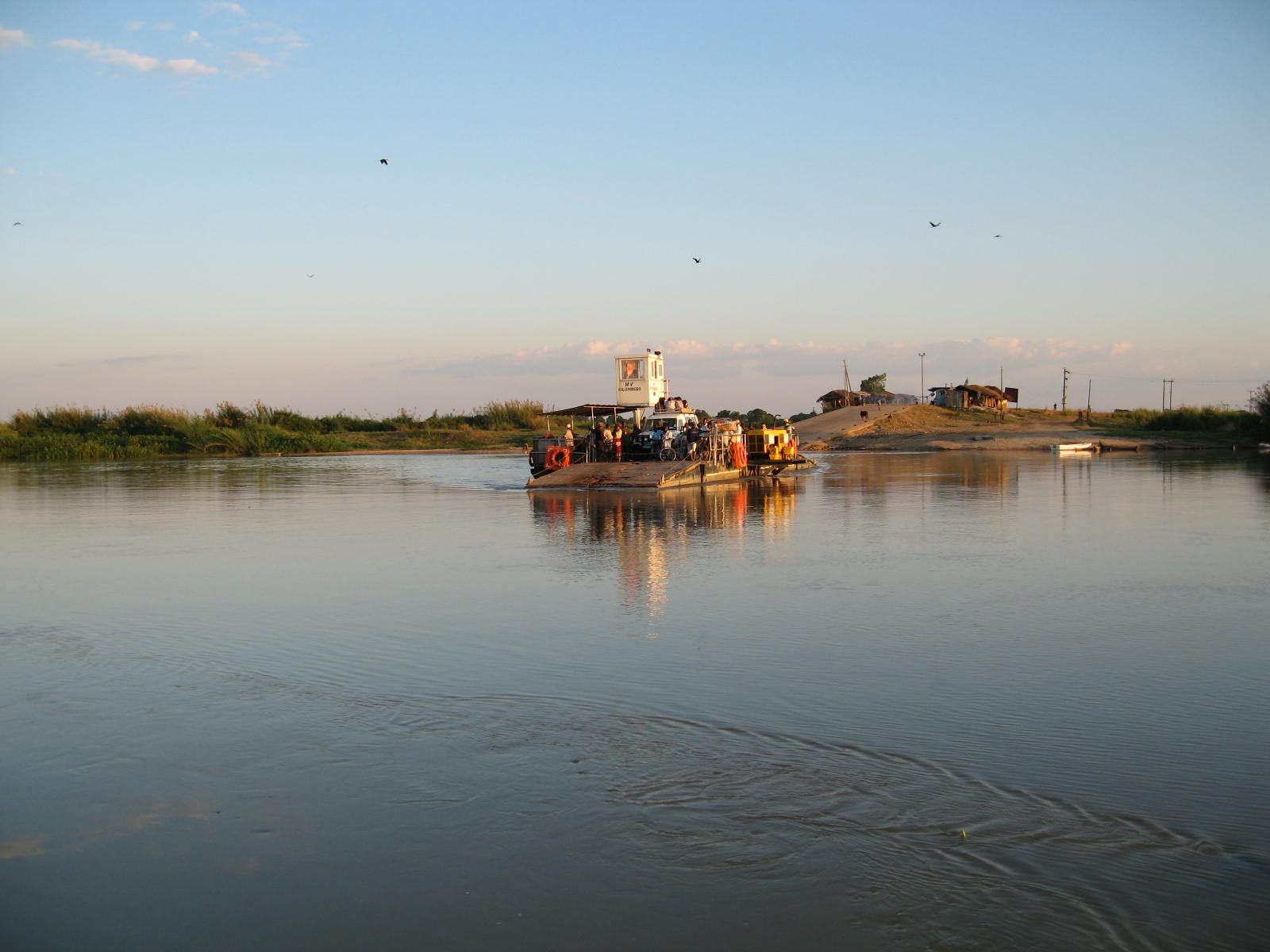
Fähre über den Fluss Kilombero

## Sehenswürdigkeiten
- Udzungwa-Mountains-Nationalpark: Das insgesamt 1900 Quadratkilometer große Gebiet in den Udzungwa-Bergen liegt im Grenzgebiet zur Region Iringa.[19] An den stark bewaldeten Berghängen leben zehn Arten von Primaten und auch die seltene Elefantenspitzmaus, sowie Büffel, Leoparden, Flusspferde, Elefanten und Krokodile.[20]
- Selous-Wildreservat: Im Osten hat der Distrikt Anteil am insgesamt 50.000 Quadratkilometer großen Selous-Wildreservat, das neben den seltenen Wildhunden auch große Elefanten- und Gnuherden beherbergt.[21]